# Autobahnknoten Bratislava-Jarovce
Der Autobahnknoten Bratislava-Jarovce (slowakisch diaľničná križovatka Bratislava-Jarovce) liegt in der slowakischen Hauptstadt Bratislava unmittelbar östlich der österreichischen Grenze im Stadtteil Jarovce und ist ein Kreuzungspunkt der Autobahnen D2 von Bratislava Richtung Ungarn und D4 als Fortsetzung der österreichischen Nordost Autobahn A6 und im weiteren Verlauf Bratislavas Autobahnring.
Der Knoten trägt auf der D2 die Nummer 71, auf der D4 die Nummer 2.

## Bauart
Der Knoten ist ein Kleeblatt mit Tangenten für die Relationen von der D2 Richtung Ungarn zur D4 Richtung Österreich und umgekehrt. Alle anderen Relationen werden durch die direkten Rampen und Schleifen abgewickelt. Auf der D2 Richtung Ungarn gibt es eine Verflechtungsstrecke. Für die D4 ist der Knoten ein TOTSO: da die Hauptfahrbahn durch die Tangenten verläuft, muss man von der Grenze kommend ausfahren, um auf der D4 zu bleiben. Auch in der Gegenrichtung hat die von der D2 kommende Tangente Vorfahrt.
Die Cesta III. triedy 1020 (III/1020, „Straße 3. Ordnung“) von Jarovce zur österreichischen Grenze bei Kittsee überbrückt den Knoten zweimal, zuerst südlich und dann westlich des Kleeblatts, ist aber ansonsten nicht mit diesem verbunden.

## Betreuung
Alle Rampen, die Fahrbahnen der D2 und die nördliche Fahrbahn der D4 werden durch die staatliche Autobahngesellschaft Národná diaľničná spoločnosť, a. s. (kurz NDS) betreut, genauer durch die Autobahnmeisterei Bratislava. Die südliche Hauptfahrbahn der D4 wird hingegen von der privaten Gesellschaft Zero Bypass Limited gewartet, ebenso wie die östliche Fortsetzung der D4.

## Geschichte
Der Autobahnknoten entstand ab 1996 mit dem Bau der D2 vom bisherigen Ende unmittelbar hinter dem Autobahnknoten Bratislava-Pečňa bis zur ungarischen Grenze. Das Kleeblatt inklusive beider Tangenten, aber noch ohne die südliche Fahrbahn der D4 am Kleeblatt wurde 1998 fertiggestellt, nutzbar wurde der Knoten aber erst mit der Eröffnung der D4 zur österreichischen Grenze im Jahr 1999. Ein Autobahnring von Bratislava war zu dieser Zeit nur in der langfristigen Planung vorgesehen und die Anbindung östlich der Kreuzes bestand aus einer Verbindungsstrecke zur III/1020 im Stadtteil Jarovce.
Die Trasse des Autobahnrings von Bratislava im Zuge der D4 wurde im Regierungsbeschluss 882/2008 festgestellt. Für diese Fortsetzung war die Errichtung des südlichen Fahrbahn sowie Anpassungen für die betroffenen Rampen notwendig. Der Bau des PPP-Projekts D4/R7 begann im Jahr 2016. Die neu gebauten Teile sowie die östliche Fortsetzung der D4 wurden am 3. Oktober 2021 eröffnet, zugleich wurde die Verbindungsstrecke zur III/1020 geschlossen. Die Anbindung von Jarovce an die Autobahnen wird stattdessen über die Anschlussstelle Bratislava-Petržalka weiter östlich gewährleistet.